# Trash (romanzo)
Trash è un libro scritto da Andy Mulligan. Il libro è stato pubblicato nel 2010 dalla Rizzoli e ha ricevuto numerosi premi grazie anche a temi attuali e fortemente discussi.

## Trama
Raphael, Gardo e topo,  vivono nel quartiere-discarica di Behala. Passano la giornata a smistare rifiuti per poi venderli al peso. Finché Raphael trova un borsello in mezzo all'immondizia: dentro ci sono tanti soldi, una carta d'identità, una mappa e una piccola chiave. La polizia si fa avanti: sembra disposta a tutto pur di recuperare la borsa. Se è così importante, pensano i ragazzi, vale la pena di scoprire cosa c'è sotto. Così, con scaltrezza e sangue freddo, cominciano a indagare.... fino a che...